# Grias neuberthii

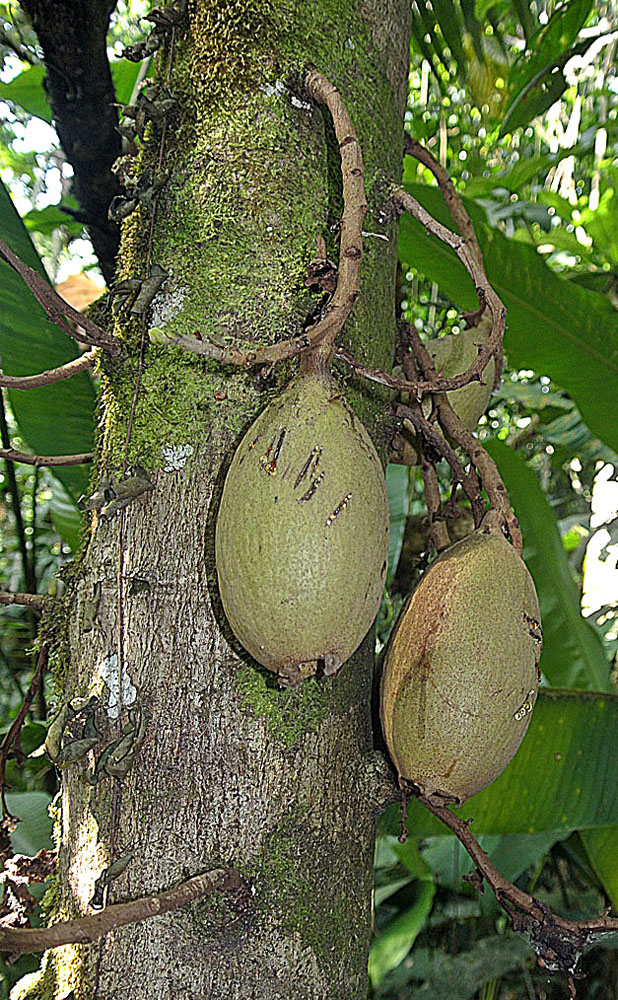
Unreife Früchte

Grias neuberthii ist ein Baum in der Familie der Topffruchtbaumgewächse aus Ecuador, Peru und Kolumbien.

## Beschreibung
Grias neuberthii wächst als pachycauler, wenig verzweigter und immergrüner Baum bis zu 30 Meter hoch. Der Stammdurchmesser erreicht 60 Zentimeter. Die graue bis braune Borke ist relativ glatt.
Die einfachen, großen Laubblätter sind sitzend bis gestielt und an den Zweigenden schopfig, gedrängt angeordnet. Die Blattstiele sind bis 7,5 Zentimeter lang. Die Blätter sind ledrig, kahl, verkehrt-eiförmig, -eilanzettlich, ganzrandig, zugespitzt und 32 Zentimeter bis 1,2 Meter lang. Die Basis ist keilförmig bis herablaufend.
Es werden kauliflore, stammblütige und traubige Blütenstände mit dicker, holziger Rhachis gebildet. Die großen, meist gelben bis cremefarbenen, mehr oder weniger rötlich bis rosa gefleckten, gestielten Blüten sind zwittrig mit doppelter Blütenhülle. Es sind jeweils ein Trag- und zwei Deckblätter unterhalb des kurzhaarigen Blütenbechers vorhanden. Die Blüten sind bis 8 Zentimeter groß. Es sind 4 dunkelrote, fein behaarte, bis 1 Zentimeter lange, eiförmige Kelchblätter und 4 ausladende, kreuzgegenständige, bis 3 Zentimeter lange, eiförmige bis längliche, dicke, fleischig-ledrige und wachsige Kronblätter ausgebildet. Es sind bis etwa 200 abgestuft, verschieden lange Staubblätter vorhanden, die an der Basis in einem fleischigen Ring verwachsen sind und sich oberseits einwärts neigen. Die äußeren, längsten, fleischigen und dicken sind bis 1,5 Zentimeter lang. Der vierkammerige Fruchtknoten ist unterständig mit sehr kurzem, kegelförmigem Griffel mit gelappter, kreuzförmiger Narbe.
Es werden schorfige, bräunliche und verkehrt-eiförmige bis 18 Zentimeter lange, bis 10 Zentimeter breite, einsamige, dünnschalige Steinfrüchte mit runden Blütenbecher und Kelchresten an der Spitze gebildet. Der große, holzige, bis zu 14 Zentimeter lange und ei- bis spindelförmige Steinkern ist dickrippig, faserig und das harte, kokosnussartige, ölige Fruchtfleisch ist orange-gelb.

## Verwendung
Die Früchte sind essbar, sie sind bekannt als Piton oder Sacha Mango, Mangua. Ähnlich sind die Früchte von anderen Grias-Arten wie von Grias peruviana oder Grias cauliflora.
Das mittelschwere, nicht beständige und nicht besonders wertige Holz wird lokal für einige Anwendungen genutzt.